# Mercator (Schiffstyp)
Der Typ Mercator, für den Export auch Serie Varnemunde genannt, ist ein Semicontainerschiffstyp der Warnowwerft.

## Geschichte
Hergestellt wurde die Frachtschiffsserie von 1972 bis 1977 in 21 Einheiten vom VEB Warnowwerft in Warnemünde. Vorgesehen waren die Schiffe vorwiegend für den kombinierten Transport von Schwergut, Stückgut, Paletten und Containern sowie Kühlladung und Süßöl.
Das Typschiff der Serie war die am 23. Dezember 1972 mit der Baunummer 331 an die sowjetische Baltic Shipping Co. in Leningrad übergebene Варнемюнде (kyrillisch für Warnemünde). Sie wurde 1996 in Diana B. umbenannt und ab dem 10. April 1997 in Alang abgebrochen. Von den 21 gebauten Schiffen wurden 17 an die Sowjetunion geliefert, die letzten vier Einheiten wurden für die Deutsche Seereederei gefertigt. Es waren die Nordhausen, Mühlhausen, Sangerhausen und das letzte Schiff der Serie, die Sondershausen, die nach ihrer Ablieferung am 18. März 1977 bis 1993 bei der DSR Dienst tat und ab dem 1. Juni 2000 in Alang abgebrochen wurde.

## Technik
Angetrieben wurden die Schiffe von einem in MAN-Lizenz gefertigten 8240 kW Zweitakt-Dieselmotor des Typs K8Z 70/120 E des Herstellers VEB Dieselmotorenwerk Rostock, der direkt auf einen Festpropeller wirkt. Die Maschinenanlage ist für täglich 16-stündigen wachfreien Betrieb eingerichtet.
Die mit einem Wulstbug versehenen Rümpfe mit Spiegelheck sind in Sektionsbauweise zusammengefügt.
Die vier gleich langen Laderäume mit einem Rauminhalt von 18.233 m3 Kornraum und 17.037 m3 Ballenraum verfügen über Zwischendecks und mittschiffs geteilte hydraulische Faltlukendeckel an Deck und im Laderaum.
Es können 368 Container transportiert werden. Das Ladegeschirr besteht aus vier 8-Tonnen-Ladebäumen, drei 8-Tonnen-Ladekränen, einem 3,2-Tonnen-Kran sowie einem durchschwenkbaren 60-Tonnen-Schwergutbaum.